# Новослобідська сільська рада
Но́вослобідська́ сільська́ ра́да — колишній орган місцевого самоврядування в Путивльському районі Сумської області. Адміністративний центр — село Нова Слобода.

## Загальні відомості
- Населення ради: 1 601 особа (станом на 2001 рік)

## Населені пункти
Сільській раді підпорядковані населені пункти:
- с. Нова Слобода
- с-ще Партизанське
- с. Свобода

## Склад ради
Рада складається з 16 депутатів та голови.
- Голова ради: Чернякова Ніна Володимирівна
- Секретар ради: Зюзько Валентина Іванівна

### Керівний склад попередніх скликань
| Прізвище, ім'я, по батькові  | Основні відомості                                                                       | Дата обрання | Дата звільнення |
| ---------------------------- | --------------------------------------------------------------------------------------- | ------------ | --------------- |
| Чернякова Ніна Володимирівна | Сільський голова, 1957 року народження, освіта вища, член Соціалістичної партії України | 26.03.2006   | 31.10.2010      |
| Чернякова Ніна Володимирівна | Сільський голова, 1957 року народження, освіта вища                                     | 31.10.2010   |                 |

Примітка: таблиця складена за даними сайту Верховної Ради України